# پل داونینگ (بازیکن فوتبال)
پل داونینگ (انگلیسی: Paul Downing؛ زادهٔ ۲۶ اکتبر ۱۹۹۱) بازیکن فوتبال اهل بریتانیا است.
از باشگاه‌هایی که در آن بازی کرده‌است می‌توان به باشگاه فوتبال وست برومویچ آلبیون، باشگاه فوتبال روترهام یونایتد، باشگاه فوتبال بارنت، باشگاه فوتبال والسال، باشگاه فوتبال هرفورد یونایتد، و باشگاه فوتبال شروزبری تاون اشاره کرد.